# Synecta latilinea
Synecta latilinea là một loài bướm đêm trong họ Geometridae.